# 新世紀音樂
新世纪音乐（英語：New Age music），又译作新纪元音乐，是一种在1970年代出现的音乐形式，最早用於幫助冥思及洁浄心灵，但許多后期的创作者已不再抱有这种出发点。另一种说法是：由于其丰富多彩、富于变换，不同于以前任何一种音乐；它并非单指一个类别，而是一个范畴，一切不同以往，象征时代更替诠释精神内涵的改良音乐都可归于此内，所以被命名为New Age，即新世纪音乐。

## 歷史
20世纪70年代至80年代，新纪元运动开始，並開始提倡用这類型的音乐洁浄心灵。

## 特点
- 内容广泛变幻多端
- 很少具有强烈的节奏
- 大多有著輕柔悅耳的漂亮旋律
- 少有刺激和短促的声音，接近轻音乐
- 在音乐裏常加入人声合音与谐音

## 主要分类

### 演奏形式分類
- 器乐演奏
  - 乐器独奏（Solo Instrumental）
  - 新古典乐派（Neo-classical）
  - 新原音乐派（New Acoustic）
  - 環境音樂（Ambient Music）
- 电子合成
  - 电子乐派（Progressive Electronic）
  - 电子-原音乐派（Electro-Acoustic）
  - 科技-原始部落音乐（Techno-tribal）
- 人声演唱

第一類是用自然樂器演奏的，包括鋼琴、小提琴、吉他、雙簧管、英國管、曼多林、手風琴、排簫、小鈴、大鑼和鐘、戰鼓等。
第二類則是電聲樂器，它所制造的音響多神秘的、飄渺的色彩，許多新世紀音樂家都是電腦音樂高手。
第三類是前二者的混合。有些唱片商在制作這三類演奏形式時，常常加上自然界的音響，如鳥鳴林嘯、風聲鶴唳等等，以豐富音樂內容。
大自然之外、久遠而神秘的古代、純樸而素雅的民謠，是新世紀音樂的常用題材。

### 地方分類
- 印度电子音乐

## 知名艺术家和艺术团体

### 西方
- 英国
  - Medwyn Goodall一般译为梅得溫·古铎
  - 莎拉·布萊曼（Sarah Brightman）
  - 麦克·欧菲尔德（Mike Oldfield）
  - 卡爾·詹肯斯（Karl Jenkins）
  - 尼克·菲尼克斯 (Nick Phoenix)
- 爱尔兰/挪威
  - 神秘园，又譯秘密花園（Secret Garden）[1]
  - 汤玛斯·伯格森 (Thomas Bergersen)
- 爱尔兰
  - 恩雅（Enya）[2]
  - 菲爾·寇特（Phil Coulter）
  - Clannad
- 瑞士
  - 班德瑞（Bandari）
- 西班牙
  - Psicodreamics（心理梦境）
  - 伊万·托倫特 （Ivan Torrent）
- 美国
  - 乔治·温斯顿（George Winston）
  - 凯文·柯恩（Kevin Kern）
  - 喬許·葛洛班（Josh Groban）
  - 麥克·鍾斯（Michael Jones）
  - 比爾·道格拉斯（Bill Douglas）
  - 尼克拉斯·根（Nicholas Gunn）
  - 蘇珊·絲雅妮（Suzanne Ciani）
  - 大衛·蘭茲（David Lanz）
  - 大衛·阿肯斯頓（David Arkenstone）
  - 史提夫·洛奇（Steve Roach）
  - 韋恩·格勒茲（Wayne Gratz）
  - 保羅·溫特（Paul Winter）
  - 麥克·芝特（Michael Gettel）
  - 麥克·窩蘭（Michael Whalen）
  - 奧特瑪·利伯特（Ottmar Liebert）
  - 第三勢力（3rd Force）
  - 傑絲·庫克（Jesse Cook）
  - 埃里克·廷斯達與南茜·蘭波（Eric Tingstad & Nancy Rumbel）
  - 布勒利·約瑟夫（Bradley Joseph）
  - 約翰·提什（John Tesh）
  - 2002（乐团）
  - Mehdi（梅迪）
  - Checkfield（Checkfield）
  - Jonn Serrie（Jonn Serrie）
  - Jim Brickman
- 加拿大
  - 雷恩·寇伯（Ron Korb）
  - 罗琳娜·麦肯尼特（Loreena McKennitt）
  - 馬修·連恩（Matthew Lien）
- 希臘
  - 范吉利斯（Vangelis）
  - 雅尼（Yanni）[3]
  - Chris Spheeris
- 德国
  - 謎（ENIGMA）
  - 丛林深处（Deep Forest）
  - 格林高利合唱团（Gregorian）
  - 银杏花园（Ginkgo Garden）
  - 橘梦乐团（Tangerine Dream）
  - Jean Ven Robert Hal
  - Klaus Schulze
  - Cusco
  - Oliver Shanti
  - Karunesh
  - Mars Lasar
  - Aschera
  - Christopher Franke
  - Yara
  - Bella Sonus
  - Bernward Koch
- 法国
  - 让-米歇尔·雅尔
  - ERA[4]
- 其他
  - Earl Klugh
  - Cera & Poggi
  - Rasa

### 亞洲
- 中國大陸
  - 央金拉姆
  - 朱哲琴
  - 何訓田
  - 林海
  - 女子十二樂坊
  - 薩頂頂
  - 陸昆侖（澳洲華僑）
  - 郭思达
  - 薛汀哲
- 台灣
  - 李欣芸
  - 范宗沛
  - 郭英男
  - 阮丹青
  - 林少英
  - 希客[5]
  - V.K克
  - 張穆庭
  - Cicada
  - 新紀室內樂團
- 日本
  - 坂本龍一
  - 喜多郎（Kitaro）
  - 神思者（S.E.N.S.）[6]
  - 姫神（Himekami）
  - 和平之月（Pacific Moon）[7]
  - 黃永燦（Wong Wing Tsan）
  - 西村由紀江
  - 宗次郎
  - 中村由利子
  - 中村幸代
  - 久石讓
  - 富田勳
  - 澤野弘之(Hiroyuki Sawano)
- 韓國
  - 李閏珉（YIRUMA）[8]
  - The Daydream
  - The Rain
- 印度
  - Karsh Kale
  - Namaste Flowering

### 大洋洲
- 澳大利亞
  - Tony O'Connor
  - Terry Oldfield
- 紐西蘭
  - 海莉·薇思特拉（Hayley Westenra）